# Anastasija Bannova
Anastasiıa Aleksandrovna Bannova, spesso traslitterato come Anastasija o Anastassiya Bannova (in kazako Анастасия Александровна Баннова?; Oral, 26 febbraio 1989), è un'arciera kazaka.
Ha rappresentato il Kazakistan ai giochi olimpici di Pechino 2008 e Londra 2012 ed è stata campionessa asiatica nel 2011 nella gara a squadre miste.

## Biografia

### Olimpiadi
La prima esperienza olimpica di Anastasija Bannova fu a Pechino 2008. Nel round di qualificazione fu 35ª con 628 punti. Al primo turno venne sconfitta dall'italiana Natalia Valeeva per 107 a 105.
La Bannova ha fatto parte della delegazione kazaka anche ai giochi di Londra 2012. Nel turno di qualificazione ottenne la 54ª posizione, con 614 punti. Ai trentaduesimi affrontò la messicana Aida Roman, dalla quale venne sconfitta per 6-2.

### Campionati mondiali
Ha preso parte ai mondiali disputati in Germania, a Lipsia, nel 2007, sia nell'individuale che nella gara a squadre femminile.
Nella gara individuale fu 35ª nel turno di qualificazione. Nella fase a eliminazione sconfisse al primo turno la tagika Albina Kamaletdniova e al secondo l'australiana Alexandra Feeney, prima di essere eliminata ai sedicesimi dalla sudcoreana Choi Eun Young.
Nella qualificazione della gara a squadre  le kazake furono quindicesime, ma vennero eliminate al primo turno della fase ad eliminazione diretta dalle arciere cinesi.
In occasione dei successivi mondiali di Ulsan 2009 prese invece parte alla sola gara individuale: giunse 30ª nelle qualificazioni, ottenendo un bye al primo turno della fase ad eliminazione diretta; al secondo turno sconfisse la francese Sophie Dodemont, ma venne sconfitta ai sedicesimi dalla sudcoreana Joo Hyun-jung che avrebbe poi vinto il titolo.

### Giochi asiatici
Ha preso parte a due edizioni dei Giochi asiatici: ai XV Giochi asiatici disputati nel 2006 a Doha, faceva parte della squadra femminile kazaka che ottenne il settimo posto finale; quattro anni dopo a Canton fu 34ª nell'individuale, mentre nella gara a squadre le kazake, seste alle qualificazioni, ebbero la meglio sul Tagikistan agli ottavi, ma vennero sconfitte dalla Cina ai quarti.

### Campionati asiatici
Ha partecipato a sei edizioni dei campionati continentali (2007, 2009, 2011, 2013, 2019 e 2021). Nell'individuale il miglior risultato furono i quarti di finale raggiunti nel 2011 mentre nella gara a squadre femminile (disputata in tutte le edizioni tranne quella del 2013) fu per due volte sesta (2009 e 2021). Miglior risultato ottenne invece a livello di gara a squadre miste: nel 2011, in coppia con Denis Gankin, i kazaki si laurearono campioni continentali.

## Palmarès
- Campionati asiatici di tiro con l'arco

2011:  - arco olimpico squadre miste